# Material autorreparante

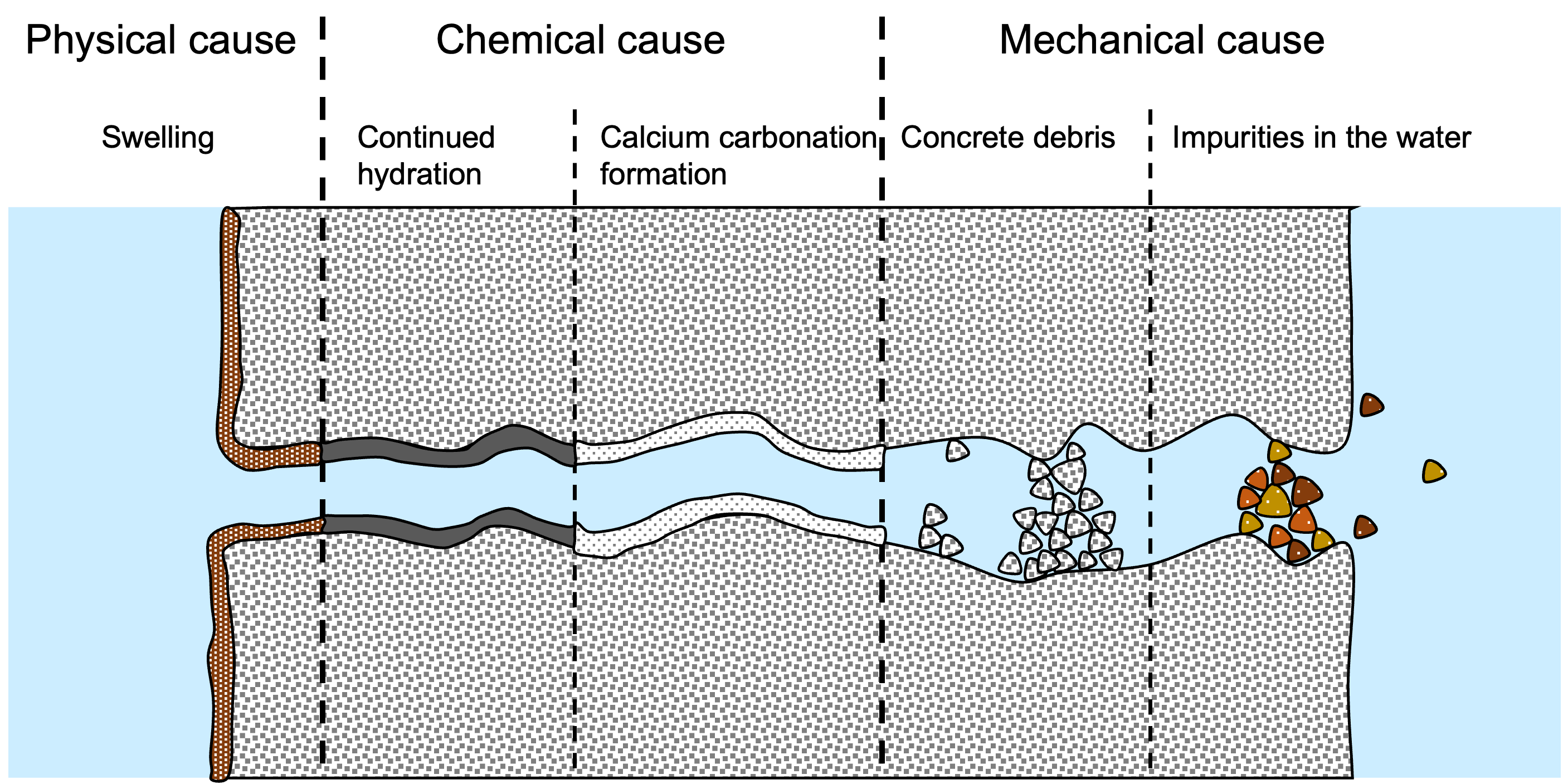
muestra de la operación

Los materiales autorreparantes son una categoría de materiales inteligentes con la habilidad de recuperar, parcial o totalmente, un daño mecánico de manera autónoma o en respuesta a un estímulo exterior. Estos materiales nacen para extender la vida útil de los productos asegurando su integridad mecánica y/o su función. La idea, relacionada con la biomimesis, consiste en integrar dentro de los materiales unos mecanismos de reparación que contrarresten aquellos degradativos causados por su utilización normal. Microgrietas, cortes superficiales, rasguños, daños de impacto o por corrosión son entre las tipologías de daños que comúnmente interesa enfrentar y por razones de integridad estructural, porque pueden rápidamente causar un alteración irreversible de las propiedades mecánicas del material, y por razones estéticas (en particular por las superficies y los recubrimientos).
Existen ejemplos de materiales autorreparantes en todas las principales categorías de materiales, pero los polímeros y los materiales compuestos son aquellos más investigados por su difusión en el sector industrial.

## Tipologías
Los materiales autorreparantes pueden ser clasificados en tres tipologías según el sistema de reparación: aquellos con microcápsulas, aquellos con canales vasculares y aquellos intrínsecamente autorreparantes.